# Корсаково-1
Корсако́во-1 (рос. Корсаково-1) — село у складі Хабаровського району Хабаровського краю, Росія. Входить до складу Корсаковського сільського поселення.

## Населення
Населення — 874 особи (2010; 980 у 2002).
Національний склад (станом на 2002 рік):
- росіяни — 93 %